# Мінделенси

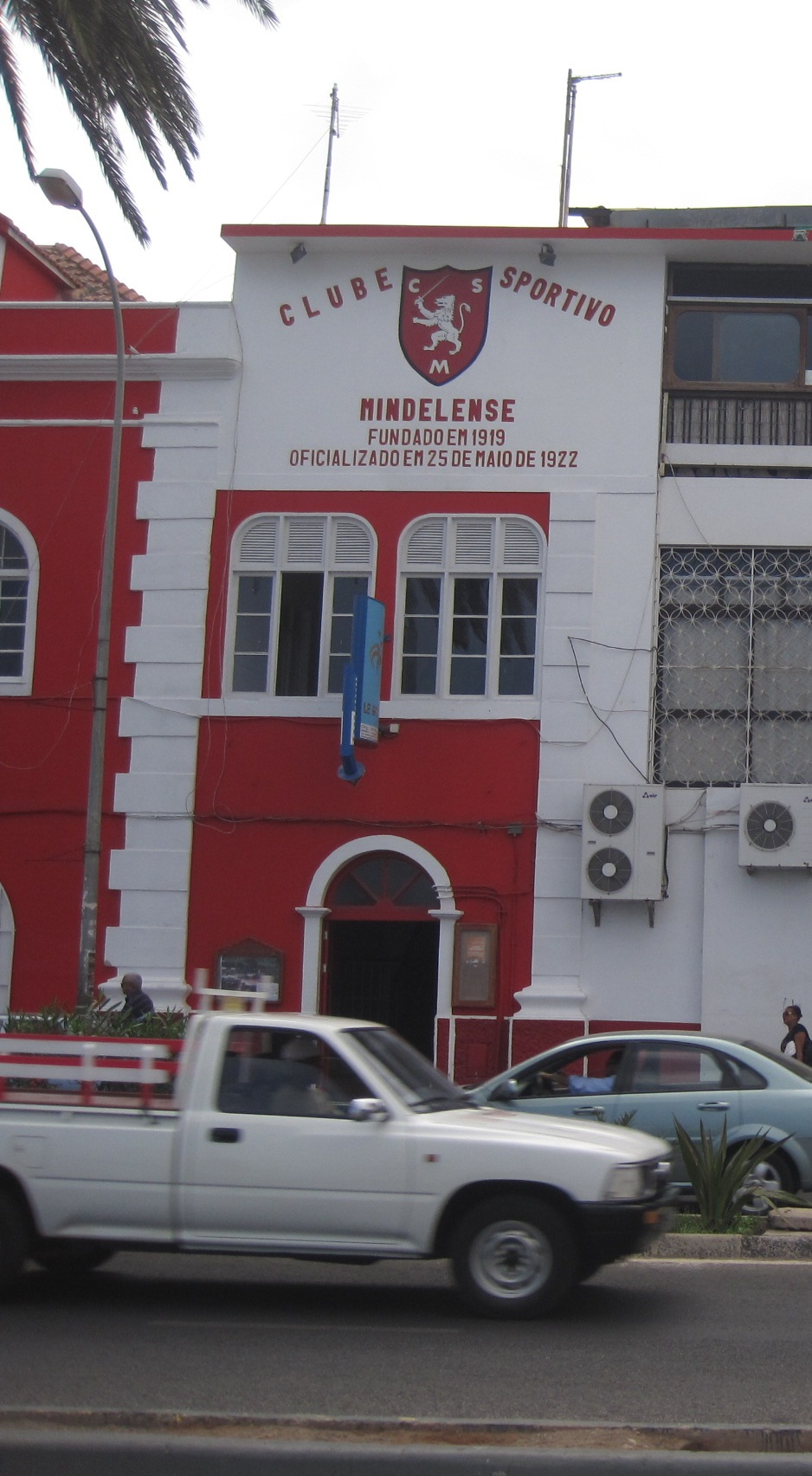
Штаб-квартира клубу «Мінделенси»

Клубе Спортіву Мінделенси (порт. Clube Sportivo Mindelense) або просто КС Мінделенси — професіональний кабовердійський футбольний клуб з міста Мінделу, на острові Сан-Вісенті. «Мінделенси» один з найстарших футбольних клубів Кабо-Верді. Ця команда, яка завоювала найбільше кубкових трофеїв до та після здобуття країною незалежності, особливо в період між 1950-ми та 1970-ми роками з 9-ма титулами до незалежності та 11-ма після здобуття незалежності. Вперше клуб взяв участь в неофіційному національному чемпіонаті в 1938 році, а в 1950 році дебютував у офіційних розіграшах національного чемпіонату. Зараз президентом клубу є Даніель ді Жезуш. Станом на 8 травня 2016 року «Мінделенси» один з чотирьох острівних клубів, які жодного разу не вилітали з вищого дивізіону острівного чемпіонату (разом з «Батуке», «Дербі» та «Фалькоеш ду Норте»).
Загалом «Мінделенси» володар 82-ох титулів та трофеїв, це один з найкращих показників у світовому футболі. Серед них: 12 — національних, 70 — регіональних. За кількістю здобутих титулів та трофеїв «Мінделенси» входить до Топ-10 футбольних клубів у світі.

## Історія клубу
«КС Мінделенси» є одним з найстаріших клубів у Кабо-Верде. Фактично клуб було засновано в 1919 році, але офіційно було зареєстровано 25 травня 1922 року. Клуб першим з усіх команд у Кабо-Верде отримав професійний статус (липень 1984 року).

### Участь у плей-оф
Клуб уперше взяв участь у плей-оф у 1957 році, до здобуття незалежності Кабо-Верде, та в 1976 році, після здобуття незалежності, між цими роками клуб виграв свої перші вісім титулів поспіль. Свій перший титул, після здобуття незалежності, клуб здобув у 1977 році. У клубу з'явився шанс вчетверте перемогти, але він був втрачений після того як «Академіку» (Саль-Реї) переграв «КС Мінделенси» з рахунком 2:0 в 1983 році, так тривало до 1988 року, коли за сумою двох матчів був переможений Спортінг (Прая) з рахунком 2:0 у першому матчі і 0:1 у наступному, таким чином, шостий титул було здобуто після перемоги над «Травадореш» з Праї. Команда виграла найбільшу кількість національних титулів в період з 1980 по 2008 роки, «Спортінг» наздогнав його одного разу і перегнав «Мінделенси» у 2009 році. Така ситуація тривала до 2011 року, коли «Мінделенси» наздогнав Спортінг знову, після того як вони виграли свій титул восьмого разу, перемігши Спортінг з рахунком 1-0 у другому матчі фіналу, перший матч цих суперників завершився нульовою нічиєю. «Спортінг» перевершив «КС Мінделенси» ще одного разу за останні три роки лише за кількістю національних титулів (четвертий рік з найбільшою кількістю національних титулів) у 2012 році. Таке становище змінилося наступного року, після того як «Мінделенси» програв з рахунком 0:3 «Академіці» з Порту Нову зі сусіднього острову, другий матч складався з 2-ох відрізків і тому виграв свій дев'ятий титул і ще раз наздогнав «Спортінг» (Прая) за найбільшою кількістю національних титулів, «Мінделенси» виграє свій десятий титул рік по тому, після перемоги над «Академікою» (Фогу) з рахунком 2:1 у першому матчі, а другий матч завершився з нульовою нічиєю. Сезон 2014 року приніс команді найбільшу кількість національних титулів, а саме — десять, знову клуб вперше за шість років мав на один більше, ніж у Спортинга з Праї та стане їх другим титулом поспіль. Сезон 2015 року був знову успішним, цього разу «Мінделенси» приймав Пауленше з Паул, команда втратила перемогу в першому матчі, але перемогла в другому та вийшла до фіналу, де зустрілася зі суперником зі свого міста — Дербі, команди відзначилися у воротах одна одної по одному разу у двоматчевому протистоянні, а тому була проведена серія післяматчевих пенальті, яка завершилася з рахунком 4:3 на користь «КС Мінделенше». Таким чином, кількість завойованих чемпіонств досягла одинадцяти, а це було на два більше, ніж у «Спортінга». «Мінделенси» зараз посідає друге місце за кількістю здобутих поспіль чемпіонств, і нараховує три, до цього ще слід додати дві поспіль перемоги у 1976 та 1977 роках, але незважаючи на це відстає від «Спортінга», у якого таких чотитри (2006—2009). «Мінделенси» зустівся зі своїми північно-західними сусідами по острову, «Академіка» (Порту-Нову), вдруге перемігши «Академіку» в серії післяматчевих пенальті, й таким чином, команда здобула свій четвертий поспіль титул й зрівнялися за цим показником з клубом «Спортінг» (Прая), проте «Мінделенси» 12 разів ставав переможцем національного чемпіонату, на чотири більше, ніж у «Спортінга» (Прая).

### Виступи у континентальних змаганнях
Їх перша поява в клубних континентальних турнірах припала на сезон 1993 року в матчі проти «АСЕК Ндіамбур» із Сенегалу, в якому клуб програв за сумою двох матчів з рахунком 3:2 в попередньому раунді. Вони не брали участь в континентальних турнірах в 2011, 2013 та 2014, 2015 та 2016 роках, також під питанням була їх участь в змаганнях 2016 року.

### Регіональні змагання
«Мінделенше» загалом має 47 титулів чемпіона острова, це найбільша кількість острівних чемпіонств серед усіх острівних ліг країни. Клуб вигравав чемпіонства в 1940-их, 1950-их та 1960-их роках, пізніше вони виграли вісім чемпіонських титулів підряд (в тому числі сім — після здобуття країною незалежності) в період з 1974 по 1982 років, «Мінделенше» здобув ще шість титулів підряд в період з 1988 по 1994 роки, а також починаючи з сезону 1991 року. «Мінделенше» здобув ще три титули поспіль в період між 1996 та 1998 роках, це були їх останні титули, виграні поспіль. Їх наступні чемпіонства були здобуті в 2006, 2009, 2011, 2013 та з 2015 року, два титули поспіль.
Іншим рекордом, який «Мінделенси» утримував вже в острівному чемпіонаті, була серія з 34-ох безпрограних матчів, яка почалася 29 березня 2014 року з поразки «Дербі» й тривали до 16 квітня 2016 року, поразкою «Амаранті», найдовша ж домашня безвиграшна серією тривала 18 матчів, вона розпочалася з 12 січня 2014 року з поразки від «Амаранті» й тривала до 24 квітня 2016 року до поразки від «Дербі», найкоротшою ж була безвиграшна виїзна серія (або інша виїзна), тривала з 29 березня 2014 року по 16 квітня 2016 року, це був острівний рекорд.

#### Регіональні кубкові змагання
Перша перемога «Мінделенси» у кубку острова відбулася в 2007 році, наступна — в 2014 році, а наступна, вдруге поспіль, у 2015 році. Їх перший титул володаря кубку острова було завойовано 2000 року, другий — 2003 року, третій — 2005 року, а також двічі поспіль з 2006 року, вони виграли наступні два чемпіонства в 2008 та 2009 роках, а їх крайня перемога в Кубку — 2012 року. А також виграли два острівні Суперкубки в 2006 та 2009 роках.
В останніх кубкових матчах, «Мінделенси» переміг у сезоні 2013 року «Фалькоєш», в 2014 році «Мінделенси» до фіналу не дійшов, в 2015 році команда завоювала останній на сьогодні титул володаря кубку, після перемоги в фіналі над «Амарантешом». В сезоні 2016 року «Мінделенси» поступився «Саламансі», який базується за 7 км на північ від Мінделу.

#### Регіональні суперкубки
«Мінделенси» також став переможцем 4-ох Суперкубків, у сезонах 2006, 2009, 2015 та 2016 років.
Свій перший титул переможця Суперкубку команда здобула у 2006 році після перемоги у фінальному поєдинку над «Батукуе», й таким чином «Мінделенси» став другим клубом, який завоював цей трофей. У 2009 році клуб знову вийшов до фіналу регіонального кубкуй переміг «Дербі». Наприкінці 2013 року «Мінделенси» стали чемпіонами та володарями кубку, у зв'язку з чим у фіналі суперкубку вони зустрілися з клубом «Фалькоеш ду Норте», але поступилися клубу з Ча-де-Алекрім. 7 листопада 2015 року команда знову вийшла до фіналу регіонального суперкубку, але цього разу перемогла «Амаранте» й завоювала свій четвертий суперкубок. У 2016 році «Мінделенси» знову виходять до Суперкубку, де зустрічаються з «Саламансою», яка базується у північній частині острову, матч завершився з рахунком 3:0 на користь «Мінделенси». Як діючий острівний або регіональний «Мінделенси» вдруге зіграв із «Саламансою» і 8 жовтня знову переміг цей клуб, завоювавши свій другий поспіль регіональний суперкубок.

#### Відкриті турніри та Кубок Асоціації
У 2000, 2003, 2005, 2006, 2007, 2008, 2009 та 2015 роках «Мінделенси» тріумфували на Відкритому турнірі.

#### Міжрівневий Кубок Чемпіонів
15 жовтня 2016 року «Мінделенси» як переможець вищого дивізіону регіонального чемпіонату зустрівся з клубом «Рібейра Боте», переможцем другого дивізіону регіонального чемпіонату, у рамках Кубку Чемпіонів (не варто плутати Кубок Чемпіонів Дивізіонів з Кубком Чемпіонів Боавішти), зустрілися в об'єднаному одноматчевому турнірі. «Мінделенси» вперше стали переможцями цього турніру.

#### Інші турніри
У 2016 році «Мінделенси» як регіональний чемпіон взяв участь у наступному сезоні Кубку Мінделу, товариському турнірі, в якому взяли участь переможець острівного кубку «Саламанса», а також два гостьові клуби з поза меж острова, «Академіка Порту Нову» та «Пауленше», обоє з острова Санту-Антау.

#### Товариські турніри
28 жовтня 2016 року клуб дебютував на Кубку чемпіонів Боавішти у Праї, у півфіналі змагання він поступився і 29 жовтня зіграв матч за 3-тє місце проти клубу «Академіка Фогу».

#### Участь уКубку Португалії
«Мінделенше» брав участь в першому розіграшу кубку, Кубку Португалії в 1971 році в останні роки колоніального правління та був єдиним клубом з Кабо Верде в турнірі. «Мінделенше» приймав лісабонський Спортінг в 1971 році та програв з рахунком 0:21 в єдиному розіграшу Кубку, в якому клуб брав участь.

## Головний офіс

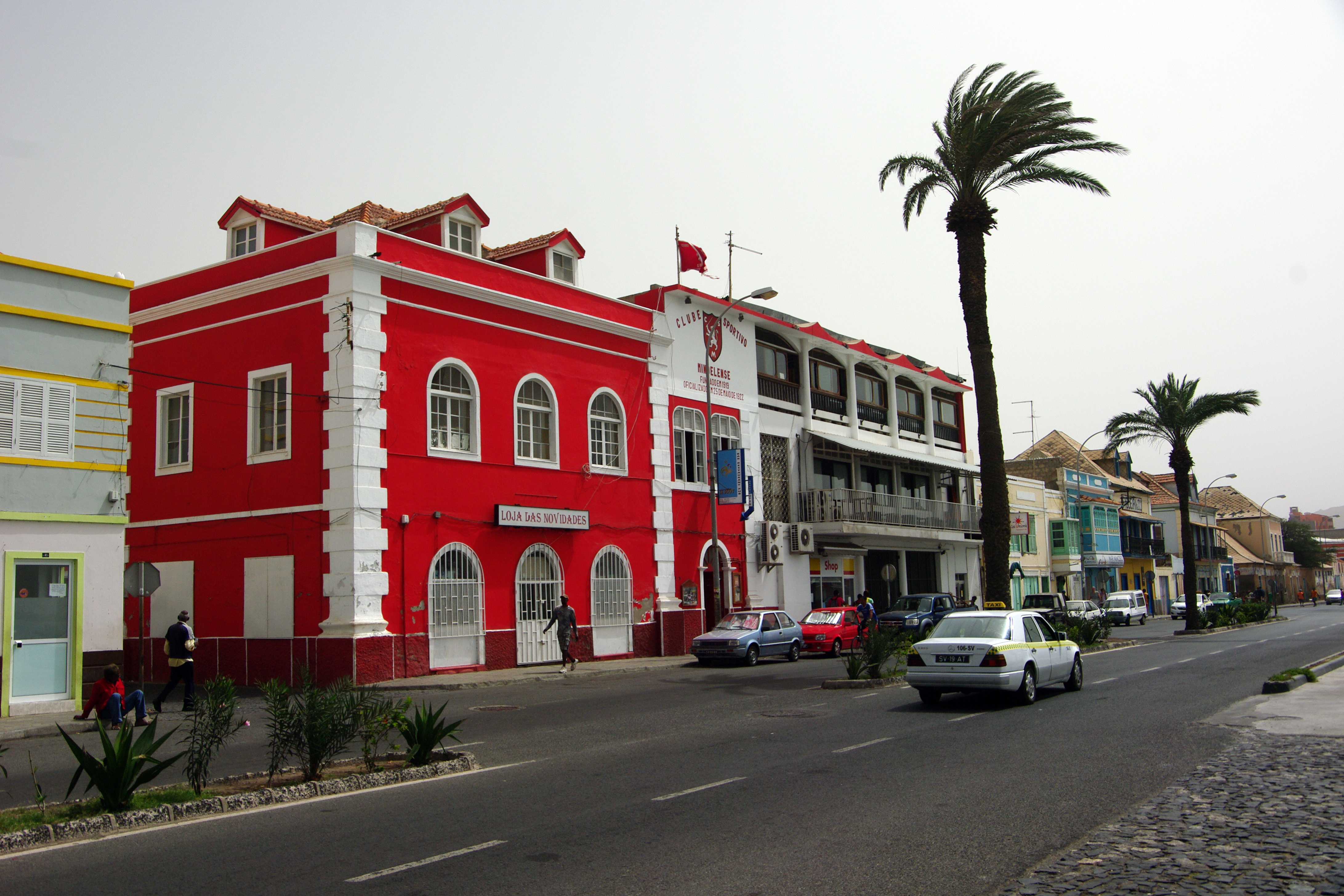
Головний офіс клубу «Мінделенси» розташований на Авеніда Маржиналь (або в цій частині, Авеніда да Прая)

Головний офіс клубу знаходиться на Авеніда Маржиналь, цей район також відомий як Руа або Авеніда да Прайя, в самому центрі міста. Будівля збудована в неокласичному колоніальному стилі. Поряд з офісом знаходиться будівля колишнього Cory Brothers, іншими цікавинками, які находяться поруч, є марина омтрова Мінделу та яхти, статуя Діогу Афонсу, точна копія Лісабонського Торре де Белен, Рибний ринок та Праса Ештрела.

## Принципові протистояння
Найпринциповішим суперником Мінделенси є ФК «Дербі», відоме як Дербі Мінделу (Классіко Мінделенси), іншими принциповими суперниками з острова Сан-Вісенте є «Академіка (Мінделу)» та Батукуе, крім цього принциповим є міжострівне протистояння з клубом «Спортінг» (Прая).

## Досягнення

### Місцеві
- Чемпіонат острова Сан-Вісенті:
  -  Чемпіон (48): 1937?, 1938, 1939, 1940, 1941, 1942, 1943, 1946, 1947, 1950, 1951, 1952, 1954, 1955, 1956, 1957, 1958, 1959, 1960, 1962, 1966, 1968, 1969, 1970, 1971, 1974/75, 1975/76, 1976/77, 1977/78, 1978/79, 1979/80, 1980/81, 1981/82, 1987/88, 1988/89, 1989/90, 1991/92, 1992/93, 1993/94, 1995/96, 1996/97, 1997/98, 2005/06, 2008/09, 2010/11, 2012/13, 2014/15, 2015/16[4]

- Відкрита першість острова Сан-Вісенті:
  -  Чемпіон (48): 1999/00, 2002/03, 2004/05, 2005/06, 2007/08, 2008/09, 2012/13.

- Кубок острова Сан-Вісенті
  -  Володар (3): 2007/08, 2012/13, 2014/15.

- Суперкубок острова Сан-Вісенті
  -  Володар (3): 2005/06, 2008/09, 2014/15.

### Національні
- Чемпіонат Кабо-Верде з футболу (колоніальний період):
  -  Чемпіон (6): 1956, 1960, 1962, 1966, 1968, 1971.

- Чемпіонат Кабо-Верде з футболу:
  -  Чемпіон (12): 1976, 1977, 1981, 1988, 1990, 1992, 1998, 2011, 2013, 2014, 2015, 2016

## Емблема клуба
Його емблема яскраво-помаранчевого кольору з помаранчевим левом по середині. Літери «C» та «S», означають «CS» («Clube Sportivo», Спортивний клуб) розташовуються окремо у верхніх кутках емблеми, а літера «М» означає «Mindelense» («Мінделенси») знаходиться в нижній частині щита.

## Форма
Домашня форма «КС Мінделенси» складається з червоних футболок, білих шортів та червоних шкарпеток; його виїзна форма складається з білих футболок та шортів з червоними шкарпетками. Останнім часом, клуб переважно використовує червоні футболки з однією смугою по середині неї. Постачальник форми — Nike, спонсор — Cabo Verde Telecom. На початку 2010-их років постачальником форми стала фірма Lacatoni, а спонсором — JBRN.

## Стадіон
Клуб проводить свої домашні матчі в місті Мінделу на острові Сан-Вісенте на стадіоні «Ештадіу Муніципал Адеріту Сена», який раніше вміщував до 4000, а тепер після реконструкції може вмістити до 5000 глядачів, його названо в честь одного з перших гравців клубу — Адеріту Карвалью да Сена (1905—1970).

## Статистика виступів в чемпіонаті та кубку

### Колоніальна доба
| Рік  | Фінали     | Клуб             | Результат |
| ---- | ---------- | ---------------- | --------- |
| 1960 | Переможець | Травадореш       | Чемпіон   |
| 1966 | Переможець | Травадореш       | Чемпіон   |
| 1968 | 0–1        | Академіка (Прая) | Чемпіон   |
| 1969 | Поразка    | Спортінг (Прая)  | Фіналіст  |
| 1971 | Переможець |                  | Чемпіон   |

### Статистика виступів у національному чемпіонаті
| Сезон | Див. | Міс. | Іг. | В | Н | П | ЗМ | ПМ | РМ  | О  | Кубок | Примітки    | Плей-офф                 |
| ----- | ---- | ---- | --- | - | - | - | -- | -- | --- | -- | ----- | ----------- | ------------------------ |
| 2006  | 1Б   | 4    | 5   | 2 | 0 | 3 | 6  | 7  | -1  | 6  |       | Не пробився | Не брав участі           |
| 2009  | 1A   | 2    | 5   | 4 | 0 | 1 | 13 | 4  | +9  | 12 |       |             | 4-те (без набраних очок) |
| 2011  | 1A   | 1    | 5   | 4 | 1 | 0 | 13 | 1  | +12 | 13 |       |             | Чемпіон                  |
| 2012  | 1B   | 3    | 5   | 2 | 1 | 2 | 10 | 4  | +6  | 7  |       | Не пробився | Не брав участі           |
| 2013  | 1A   | 2    | 5   | 3 | 1 | 1 | 0  | 4  | +5  | 6  |       |             | Чемпіон                  |
| 2014  | 1B   | 1    | 5   | 4 | 0 | 1 | 9  | 24 | +7  | 12 |       | Чемпіон     |                          |
| 2015  | 1B   | 1    | 5   | 5 | 0 | 0 | 14 | 1  | +13 | 15 |       | Чемпіон     |                          |
| 2016  | 1B   | 1    | 5   | 3 | 2 | 0 | 11 | 3  | +8  | 11 |       |             | Чемпіон                  |

### Острівний/Місцевий Чемпіоншип

#### До 1960 року
| Рік  | Фінал(и) | Фінал(и) | Клуб  | Результат |
| ---- | -------- | -------- | ----- | --------- |
| 1938 | Перемога | Перемога | Дербі | Чемпіон   |
| 1939 | Перемога | Перемога | Дербі | Чемпіон   |

#### З 1960 року
| Сезон   | Див. | Міс. | Іг. | В  | Н | П | ЗМ | ПМ | РМ  | О  | Кубок      | Суперкубок                      | Примітка                              |
| ------- | ---- | ---- | --- | -- | - | - | -- | -- | --- | -- | ---------- | ------------------------------- | ------------------------------------- |
| 2005-06 | 2    | 1    | -   | -  | - | - | -  | -  | -   | -  |            | Переможець                      | Вихід в Чемпіоншип (Кабо-Верде)       |
| 2008-09 | 2    | 1    | -   | -  | - | - | -  | -  | -   | -  |            | Переможець                      | Вихід в Чемпіоншип (Кабо-Верде)       |
| 2010-11 | 2    | 1    | -   | -  | - | - | -  | -  | -   | -  |            |                                 | Вихід в Чемпіоншип (Кабо-Верде)       |
| 2012-13 | 2    | 1    | 14  | -  | - | - | -  | -  | -   | -  | Переможець |                                 | Вихід в Чемпіоншип (Кабо-Верде)       |
| 2013-14 | 2    | 2    | 14  | 10 | 1 | 3 | 37 | 14 | +23 | 31 | Переможець |                                 | Також вихід в Чемпіоншип (Кабо-Верде) |
| 2014-15 | 2    | 1    | 14  | 12 | 2 | 0 | 36 | 7  | +29 | 38 | Переможець | Переможець                      | Вихід у Чемпіоншип (Кабо-Верде)       |
| 2015–16 | 2    | 1    | 14  | 9  | 3 | 2 | 24 | 7  | +17 | 30 | Фіналіст   | Вихід у Чемпіоншип (Кабо-Верде) |                                       |

#### Кубок Асоціації
| Сезон   | Рег. Див. | Міс. | Іг. | В | Н | П | ЗМ | ПМ | РМ | О  |
| ------- | --------- | ---- | --- | - | - | - | -- | -- | -- | -- |
| 2008–09 | 1         | 1    | -   | - | - | - | -  | -  | -  | -  |
| 2016–17 | 1         | 3    | 7   | 4 | 3 | 0 | 10 | 5  | +5 | 15 |

## Виступи на континентальних турнірах КАФ
| Сезон | Змагання                     | Шлях потрапляння                 | Раунд            | Суперник      | Вдома | На виїзді | Загалом |
| ----- | ---------------------------- | -------------------------------- | ---------------- | ------------- | ----- | --------- | ------- |
| 1993  | Кубок африканських чемпіонів | переможець чемпіонату Кабо-Верде | Попередній раунд | АСЕК Ндіамбур | 1–1   | 2–1       | 2–3     |

## Виступи у португальських турнірах
- Кубок Португалії: 2 виступи

1966 – Третій раунд: vs. Марітіму (2-4,  0-7)
1971 — 1/8 фіналу: Мінделенше vs Спортінг (Лісабон) 0-21

## Деякі статистичні дані
- Найкраще місце: Попередній раунд (континентальні змагання)
- Найкраще місце у кубкових змаганнях: 1-ше (регіональне змагання)
- Найкраще місце у кубку асоціації: 1-ше (регіональне змагання)
- Виступи до здобуття країною незалежності:
  - Виступи у Кубку Португалії: 2 (1966 та 1971)
  - Загальна кількість голів забитих у Кубку Португалії: 4
  - Загальна кількість поразок у Кубку Португалії: 3
- Виступи у міждивізіональному Чемпіонаті: Один, у 2016
- Кількість сезонів у національних змаганнях: 36
- Кількість сезонів у регіональному Суперкубку: 5
- Загальна кількість зіграних матчів у континентальних змаганнях: 2
- Загальна кількість забитих м'ячів у континентальних змаганнях: 2
- Найбільша кількість забитих м'ячів в сезоні, Національні змагання: 14 (за сезон), 18 (загалом).
- Найбільша кількість набраних очок за сезон: 15.
- Найбільша кількість безпрограшних матчів за сезон у регіональному чемпіонаті: 34 (29 березня 2014-16 квітня 2016[6])
- Найбільша кількість безпрограшних домашніх матчів за сезон у регіональному чемпіонаті: 18 (12 січня 2014 – 24 квітня 2016[6])
- Найбільша кількість безпрограшних виїзних матчів за сезон у регіональному чемпіонаті: 13 (29 березня 2014 – 16 квітня 2016[6])
- Найбільша поразка: Мінделенси 0-21 Спортінг (Лісабон), 1/8 фіналу у 1971 році.

## Відомі гравці
До списку включені гравці, які грали у найвищому дивізіоні чемпіонату країни або за кордоном.
- Айреш Маркеш (скорочено — Алекс) — півзахисник, грав в команді з 2009 по 2010 роки.
- Каду.
- Карлуш Ліма (скорочено — Калу) — півзахисник, грав в команді в сезоні 2010—2011, провів 86 матчів, забив 20 м'ячів.
- Майлу да Граса да Круж (скорочено — Майлу) — грав у сезоні 2010—2011 та 2012 роках.
- Фредсон Жорже Рамуш Тавареш (скорочено — Фредсон Тавареш, або просто — Фок) — грав у 2008-10 роках.
- Нхамбу.
- Карлуш душ Сантуш Родрігеш (скорочено — Понк) — грав у 2012—2014 роках у складі молодіжної команди.
- Рамілтун Жорже Сантуш ду Росаріу (скорочено — Рамбе) — грав у сезоні 2009—2010 роках.
- Альберту Карвалью да Сена — грав у команді в 1930-их роках.
- Стеніу Нівалду матуш душ Сантуш (скорочено — Стеніу).
- Тоі Адау.
- Жосімар Діаш (скорочено — Возінья)

## Президенти клубу
- Аугушту Васконселу Лопеш (в 2012 році)
- Аділсон Насіменту (2013 — 4 вересня 2015 року)
- Даніель де Жезуш (з 4 вересня 2015 року)[7]

## Тренери клубу
- Тчіда (2011 рік)
- Альмара (2012 рік)
- Даніель Віейра (Абель II) (в 2013 році)
- Руї Альберту Лейте (зараз)